# 春山慶彦
春山 慶彦（はるやま よしひこ、1980年9月30日 - ）は、日本の起業家。株式会社ヤマップ代表取締役CEO。福岡県春日市出身。

## 人物
同志社大学法学部卒業。
20歳の頃から山を登り始める。
写真家・星野道夫に影響を受けて、アラスカ大学フェアバンクス校野生動物学部へ。イヌイットの村で生活をし、アザラシ漁やクジラ猟などを経験する。
帰国後、株式会社ユーラシア旅行社『風の旅人』編集部に勤務。
ITやスマートフォンを活用して、自然や風土の豊かさを再発見する仕組みをつくりたいと思い、2013年3月に登山地図アプリ「YAMAP」をサービスリリース。
アプリのダウンロード数は2023年10月時点で400万ダウンロードを超え、国内最大の登山・アウトドアプラットフォームとなっている

## 略歴
- 1980年9月 - 福岡県春日市出身
- 2003年7月 - 同志社大学法学部卒業
- 2004年9月 - アラスカ大学フェアバンクス校野生動物学部入学
- 2006年1月 - 同大学中退
- 2007年3月 - 株式会社ユーラシア旅行社『風の旅人』編集部勤務
- 2013年3月 - YAMAPサービス開始
- 2013年7月 - 株式会社セフリ設立[2]
- 2014年10月 - グッドデザイン賞・特別賞「ものづくりデザイン賞（中小企業庁長官賞）」受賞
- 2016年4月 - B Dash Camp 2016 Spring in Fukuoka　ピッチアリーナ優勝
- 2016年10月 - 会社名を株式会社ヤマップに変更[2]
- 2017年3月 - 環境省と国立公園オフィシャルパートナーシップを締結
- 2018年3月 - 第3回宇宙開発利用大賞・内閣府特命担当大臣（宇宙政策）賞 受賞
- 2021年10月 - 経済産業省「J-Startup」に選定
- 2021年12月 - 企業成長率ランキング「2021年 日本テクノロジー Fast 50」7位受賞
- 2022年10月 - グッドデザイン賞「グッドデザイン・ベスト100」受賞
- 2022年12月 - 「日本サブスクリプションビジネス大賞2022」グランプリ受賞
- 2023年6月 - 「日本DX大賞2023」大賞受賞
- 2024年9月 - Forbes JAPAN「CULTURE-PRENEURS 30」に選出

## 著書
- こどもを野に放て! AI時代に活きる知性の育て方（編著:春山慶彦、著者:養老孟司 中村桂子 池澤夏樹）（2024年2月26日、集英社）ISBN 9784087881004[3]

## 出演

### テレビ番組
- 日経スペシャル カンブリア宮殿　現代人を山に呼び戻す！ 異色起業家の戦い！（2023年6月29日、テレビ東京）- ヤマップ CEOとして出演[4]

### 新聞
- 「フロントランナー」（2022年7月30日、朝日新聞）[5]
- 「水説」（2023年8月16日、23日、毎日新聞）[6][7]

### 雑誌
- Forbes JAPAN 2015年4月号 若者起業率No.1! 福岡市が日本のシアトルになる日[8]
- プレジデント 2018.6.18号 「田原総一朗「次代への遺言」▼登山アプリのパイオニア●春山慶彦・ヤマップ代表取締役」[9]
- 日経トップリーダー 第463号（2023.4.1） 壁を超えろ〜登山地図ＧＰＳアプリ「ＹＡＭＡＰ」をリリース。それまで世の中になかったサービスを浸透させるべく、いかに取り組んだか。[10]
- AERA 2025.1.13号　「現代の肖像」▼都市を自然をデジタルでつなぐ●ヤマップ代表取締役・春山慶彦[11]

### Web
- NewsPicks 2022/08/14 【YAMAP社長】本当に儲かる？─春山慶彦という狂気[12]
- HORIE ONE 2023年1月 急成長のベンチャー企業ヤマップの挑戦【ゲスト：春山慶彦】[13]
- Pivot 2023/01/12 【宮台真司がシンクロした起業家】登山アプリYAMAP創業者／日本の起業家では珍しい身体性の持ち主／イヌイットとクジラ漁の経験／ビジネスパーソンに必須な「自然観」とは[14]